# Carmen Larumbe
Carmen Larumbe (Cascante, Navarra, 14 de julio de 1936 — Bruselas, 16 de febrero de 1995) fue una bailarina y coreógrafa argentina de origen español.

## Biografía
A la edad de 6 años emigró a la Argentina con su familia radicándose primero en Buenos Aires y años después se radicaron el la ciudad de Posadas, capital de la provincia de Misiones. Se naturalizó Argentina al cumplir la mayoría de edad.
Fue docente en el Colegio Santa María de Posadas y en el Profesorado Antonio Ruiz de Montoya. Paralelamente, instaló su academia de danzas "Carmen Larumbe" formando a generaciones de bailarinas y profesoras.
En 1965 crea y dirige el primer ballet oficial de la provincia de Misiones con el nombre de "Ballet Misiones", dependiente de la Dirección de Cultura de la Provincia.
Realizó una activa labor de acción cultural en la capital provincial, recorriendo además el interior. Hizo conocer el Ballet Misiones al país a través del Canal 7 de televisión de Buenos Aires en audiciones auspiciadas por la Subsecretaría de cultura de la Nación.
Fue primera bailarina y coreógrafa del Ballet Martín Fierro de Buenos Aires y del Ballet del siglo XX, dirigido por Maurice Bejart.
En España fundó un centro coreográfico y la Compañía Larumbe Danza.
Realizó innumerables giras por Misiones, el Litoral, Corrientes, Chaco, Santa Fe, Córdoba, Buenos Aires, Paraguay y Europa.

## Principales obras
- Leyenda de la Caá Yarí (música de Lucas Braulio Areco)
- Lamento Cainguá (música de Ricardo Ojeda
- Tango Buenos Aires Hora 0"
- Guernika
- Cantos
- Ayotebe (obra póstuma)

## Premios
Obtuvo premios en Bélgica y en París la distinción ShiVA 8.